# Videme de Ocampo 1ra. Sección
Videme de Ocampo 1ra. Sección är en ort i Mexiko.   Den ligger i kommunen Tapilula och delstaten Chiapas, i den sydöstra delen av landet, 700 km öster om huvudstaden Mexico City. Videme de Ocampo 1ra. Sección ligger 878 meter över havet och antalet invånare är 405.
Terrängen runt Videme de Ocampo 1ra. Sección är bergig söderut, men norrut är den kuperad. Runt Videme de Ocampo 1ra. Sección är det ganska tätbefolkat, med 72 invånare per kvadratkilometer. Närmaste större samhälle är Tapilula, 3,1 km väster om Videme de Ocampo 1ra. Sección. I omgivningarna runt Videme de Ocampo 1ra. Sección växer i huvudsak städsegrön lövskog.